# Гесс, Вальтер
Вальтер Рудольф Гесс (нем. Walter Rudolf Hess; 17 марта 1881, Фрауэнфельд, Швейцария — 12 августа 1973, Локарно, Швейцария) — швейцарский физиолог, лауреат Нобелевской премии по физиологии и медицине в 1949 году «за открытие функциональной организации промежуточного мозга как координатора активности внутренних органов». Разделил премию с Эгашем Монишом, награждённым «за открытие терапевтического воздействия лейкотомии при некоторых психических заболеваниях».
Член Папской академии наук (1955).